# Свобода (1931 – 1933)
Вижте пояснителната страница за други значения на Свобода.
„Свобода“ с подзаглавие Периодично списание на организираната македонска младеж във Варна е българско списание, излизало от 1931 до 1933 година във Варна, България.
Списанието стои на политическите позиции на Вътрешната македонска революционна организация (михайловисти). Редактор-уредник е Иван К. Пандов, а в редакционния комитет влизат – Никола Хр. Ников и Благой В. Ляпчев. Печата се в печатница „Войников“, както и в „Книпеграф“ в София и „Изгрев“ във Варна.
| Годишнина | Броеве | Дата                               |
| --------- | ------ | ---------------------------------- |
| I         | 1 – 2  | 15 септември 1931 – 1 ноември 1931 |
| II        | 3      | 12 юли 1932                        |
| III       | 4      | 6 май 1933                         |

От бр. 3 подзаглавието е Периодично списание на Македонската младежда организация „Бр. Миладинови“ – Варна, а от 4 – Орган на Македонската младежда организация „Бр. Миладинови“. На 3 брой, посветен на убития Димитър Михайлов, редактори са Иван Пандов и Никола Ников.